# Tropaeolum pentaphyllum
Tropaeolum pentaphyllum är en krasseväxtart. Tropaeolum pentaphyllum ingår i släktet krassar, och familjen krasseväxter.

## Underarter
Arten delas in i följande underarter:
- T. p. megapetaloides
- T. p. megapetalum
- T. p. pentaphyllum

## Bildgalleri

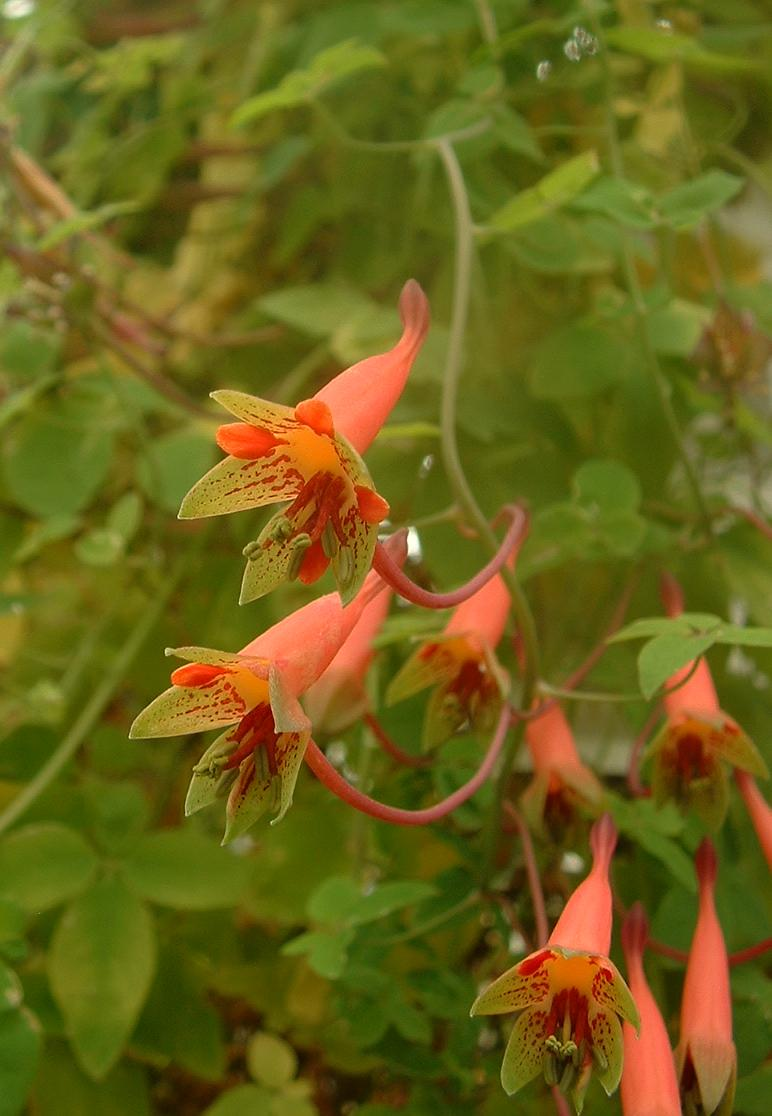
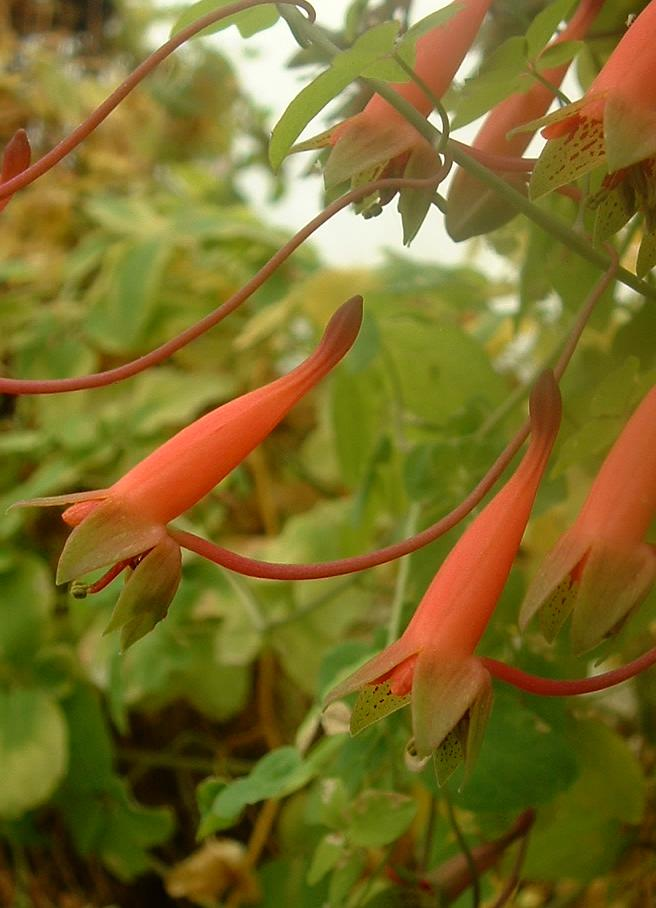
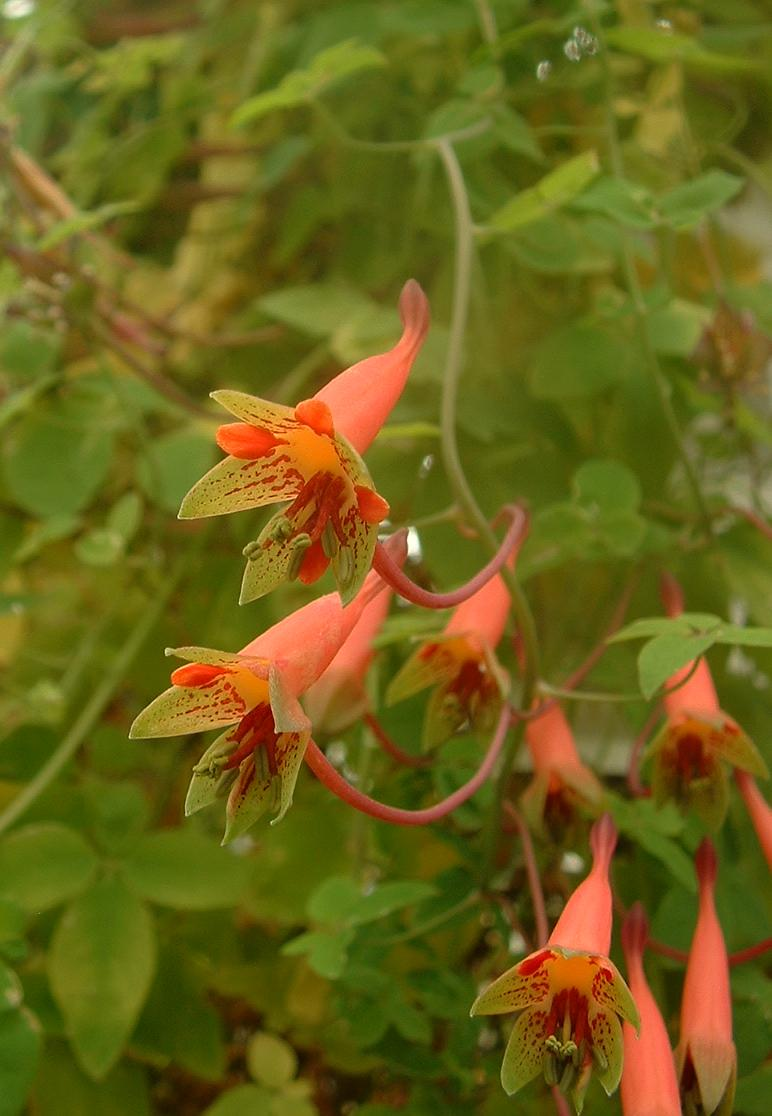
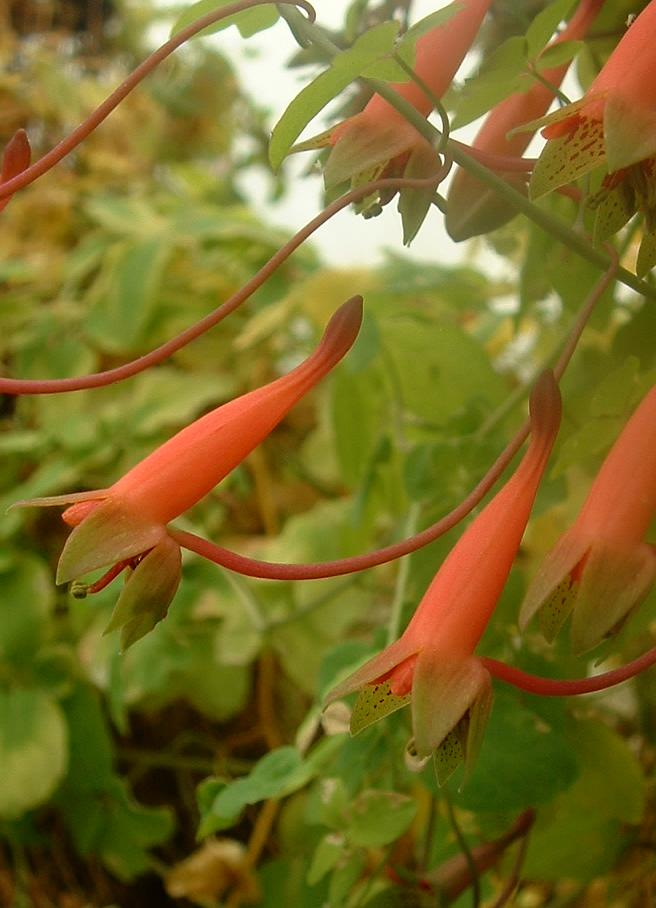